# Liga Mexicana 1915/16
In 1915/16 werd het veertiende seizoen gespeeld van de Liga Mexicana de Football Amateur Association, de hoogste voetbalklasse van Mexico. España werd kampioen.

## Eindstand
| Plaats | Club              | Wed. | W | G | V | Saldo | Ptn. |
| ------ | ----------------- | ---- | - | - | - | ----- | ---- |
| 1.     | España FC         | 10   | 8 | 2 | 0 | 20:9  | 18   |
| 2.     | CF México         | 10   | 7 | 0 | 3 | 16:8  | 14   |
| 3.     | Pachuca AC        | 10   | 6 | 1 | 3 | 12:6  | 13   |
| 4.     | Deportivo Español | 10   | 3 | 2 | 5 | 10:11 | 8    |
| 5.     | Germania FV       | 10   | 2 | 1 | 7 | 9:18  | 5    |
| 6.     | España B          | 10   | 0 | 2 | 8 | 9:24  | 2    |

|  | Kampioen |

### Kampioen
| Liga Mexicana de 1915/16   |
| Mexico                     |
| -------------------------- |
| ESPAÑA Kampioen (3° titel) |

## Topschutters
| Speler                      | Speler           | Goals | Club      |
| --------------------------- | ---------------- | ----- | --------- |
| Vlag van Spanje (1785-1931) | Lázaro Ibarreche | 7     | España FC |